# Смирнова, Лидия Николаевна
Ли́дия Никола́евна Смирно́ва (31 января [13 февраля] 1915, Мензелинск, Уфимская губерния — 25 июля 2007, Зеленоград, Россия) — советская и российская актриса театра и кино; народная артистка СССР (1974), лауреат Сталинской премии III степени (1951).

## Биография
Лидия Смирнова родилась 31 января (13 февраля) 1915 года в Мензелинске (ныне в Татарстане), о чём свидетельствует метрическая запись Николаевского собора, в семье царского (впоследствии колчаковского) офицера Николая Герасимовича Смирнова (ум. после 1920) и земской учительницы Татьяны Авраамовны Смирновой (ум. 1918). Был младший брат (погиб в 1918, упав на бетонный пол). Сама актриса неоднократно говорила, что родилась в 1913 году, и в юности «убрала» себе 2 года, просто исправив «тройку» на «пятёрку» в документах того времени. В своей автобиографии она пишет, что к 1932 году успела окончить школу, техникум и училась на 2-м курсе МАИ, что в 17 лет маловероятно.

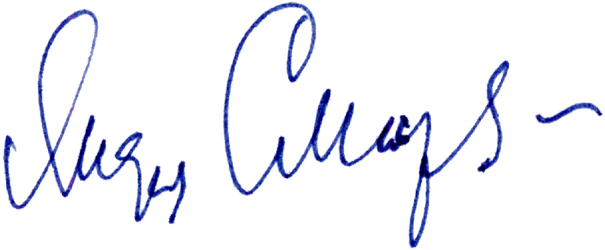
Автограф Лидии Смирновой

После смерти матери попала в семью старшего брата отца, в Тобольск. Потом вместе с дядей и тётей переехала в Москву. После школы поступила в промышленно-экономический техникум при Училище. Одновременно с учёбой три года занималась в государственной балетной школе ГАБТ (ныне Московская государственная академия хореографии). По окончании работала в Главном управлении авиационной промышленности. Затем стала студенткой Московского авиационного института. Занималась учёбой по технической специальности и даже не помышляла о карьере киноактрисы.
В театральную школу-студию пришла со второго курса авиационного института. Заявление подала одновременно в студию Е. Б. Вахтангова (ныне Театральный институт имени Бориса Щукина), школу-студию при Камерном театре и во ВГИК, и везде была принята. Выбрала школу-студию при Камерном театре, так как она было самым близким к дому (окончила в 1938 году). Когда училась в школе А. Я. Таирова, к ним часто приходили с киностудий приглашать студентов на съёмки. Когда нужна была голубоглазая блондинка, говорили: «У нас есть Смирнова», но утверждали её редко. Во время учёбы была актрисой Камерного и Реалистического театров.

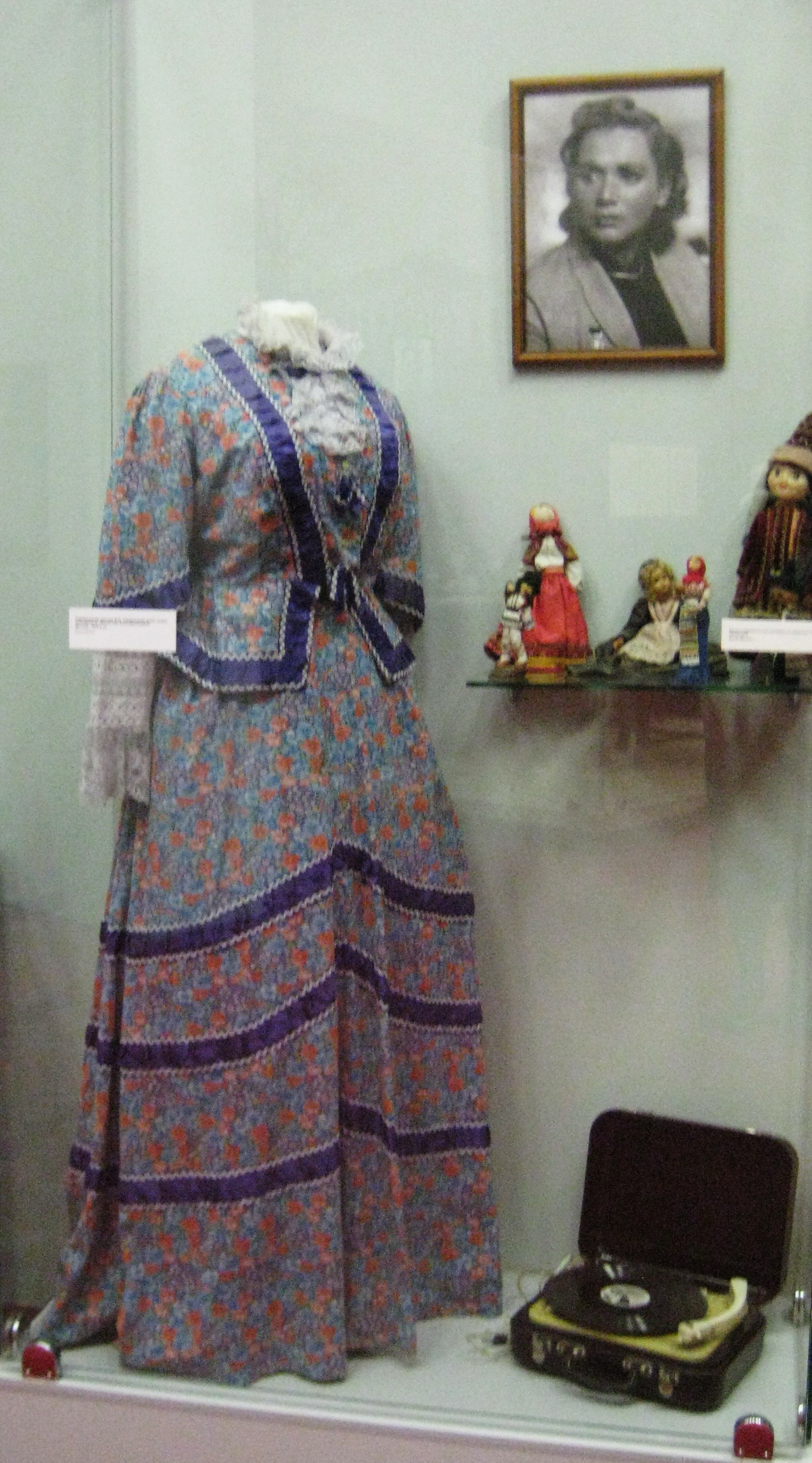
Костюм Смирновой («Сваха» из «Женитьбы Бальзаминова»). Музей Москвы

В 1940—1945 годах — актриса киностудии «Мосфильм». Одна из первых ролей в кино — роль Шурочки в лирическом музыкальном фильме «Моя любовь» (1940).
К 1941 году начала складываться её карьера киноактрисы.
С 1945 года, помимо съёмок в кино, являлась актрисой (состояла в труппе) Театра-студии киноактёра.
Много ездила по стране с концертами, занималась общественной деятельностью, была членом Правления Союза кинематографистов России и академиком Национальной академии кинематографических искусств и наук России.
Автор книги воспоминаний, которую назвала в честь фильма, в котором снялась в начале своей творческой карьеры — «Моя любовь».
Член КПСС в 1952—1991 годах. Избиралась депутатом райсовета, а потом и Моссовета.

### Личная жизнь
Муж (с 1932 года, единственный официально зарегистрированный брак) — Сергей Александрович Добрушин (1904—1942), журналист. В начале Великой Отечественной войны, не дожидаясь повестки, сам пошёл на призывной пункт. В ноябре 1941 года в звании старшины попал в окружение под Можайском, позже вышел к своим, был разжалован в рядовые, продолжил воевать и пропал без вести под Смоленском в ноябре 1942 года.
Среди многочисленных романов у Смирновой в 1940 году был роман с композитором музыки к фильму "Моя любовь" Исааком Дунаевским (1900—1955).
Сожитель (фактический муж) (с 1943 года) — Владимир Абрамович Рапопорт (1907—1975), кинооператор и кинорежиссёр, заслуженный деятель искусств РСФСР (1958). Познакомились в Алма-Ате на съёмках фильма «Она защищает Родину». Брак не был зарегистрирован официально, но был «признан» властями, и даже квартиру на 13-м этаже знаменитого дома-высотки на Котельнической набережной Смирнова и Рапопорт получили на двоих.
Начиная с 1958 года Смирнова также была близка с режиссёром и сценаристом Константином Воиновым (1918—1995), который ушёл из семьи ради неё. Одну из самых известных киноролей она исполнила в его фильме «Женитьба Бальзаминова» (1964).
Детей не было.

### Последние годы
После смерти Воинова жила одна в той же квартире, в 2000-х годах много времени проводила в пансионате для ветеранов кино в Подмосковье. По словам киноведа Александра Шпагина, уход ей в преклонном возрасте обеспечивали юрист Михаил Цивин и его супруга Наталия Дрожжина (осуждены в 2023 году по делу о наследстве А. Баталова), взявшие квартиру в пожизненную ренту.
Скончалась 25 июля 2007 года в Зеленограде (являющемся административным округом Москвы), в пансионате «Никольский парк». Похоронена в Москве на Введенском кладбище рядом с В. А. Рапопортом (участок № 27).

## Театральные работы

### Театр-студия киноактёра(1948-1988)
- 1948 — «Молодая гвардия» по А. А. Фадееву (режиссёры: С. А. Герасимов, Э. Ю. Волк, Т. Ф. Макарова) — Люба Шевцова
- 1949 — «Остров мира» Е. Петрова (постановка: Л. С. Рудника) — Памела
- 1951 — «За тех, кто в море!» Б. А. Лавренёв (режиссёр: Н. С. Плотников) — Горелова
- 1952 — «Софья Ковалевская» Братьев Тур (постановка: С. Эйнгельштейна) — Анна Васильевна
- 1953 — «Последние» М. Горький (постановка: Н. С. Плотникова и К. И. Плотниковой) — Надежда
- 1954 — «Смерть Пазухина» М. Е. Салтыкова-Щедрина (постановк: а А. Л. Грипича, режиссёр-ассистент: А. А. Дудоров) — Анна Петровна Живоедова
- 1955 — «Анджело, тиран Падуанский» В. Гюго (режиссёры: Г. О. Шпигель и П. А. Шпрингфельд, А. В. Кельберер) — Тизбе
- 1957 — «Гедда Габлер» Г. Ибсен (постановка: А. В. Эфроса и Б. И. Малкина) — Фру Теа Эльвсед
- 1963 — «Суровое поле» по А. В. Калинину (режиссёр: Д. А. Вурос) — Феня
- 1976 — «День приезда — день отъезда» В. К. Черныха (постановка: Ф. С. Шейна) — Олимпиада
- 1983 — «Ссуда на брак» К. Н. Воинова (постановка: К. Н. Воинова) — Елена Михайловна
- 1988 — «Жизнь моя — кинематограф» (режиссёр: В. С. Спесивцев) — Лидия Смирнова

## Фильмография
- 1934 — Настенька Устинова — эпизод
- 1938 — Новая Москва — девушка (нет в титрах)
- 1940 — Большая жизнь — Женя Буслаева
- 1940 — Моя любовь — Шурочка
- 1941 — Два друга (Командиры запаса) — Лида, стажёрка на метеостанции
- 1941 — Случай в вулкане — Наташа, радистка
- 1941 — Мы ждём вас с победой — колхозница
- 1942 — Парень из нашего города — Варя Бурмина (Луконина)
- 1943 — Она защищает Родину — Фенька, партизанка
- 1943 — Родные берега (новелла «Пропавший без вести») — радистка
- 1944 — Морской батальон — Варя Маркина, дочь
- 1946 — Сыновья — Илга, жена Яниса
- 1946 — Большая жизнь. Часть 2 — Женя Буслаева
- 1947 — Новый дом — Мария Степановна Чередникова
- 1949 — У них есть Родина — воспитательница детского дома Смайда
- 1950 — Донецкие шахтёры — Вера Николаевна, жена Трофименко
- 1953 — Серебристая пыль — Флосси Бейт, проститутка
- 1954 — Об этом забывать нельзя — Анна Дашенко
- 1956 — Две жизни (Сёстры) — Настя Самокрутова, она же Нонна Павловна
- 1956 — Крутые горки — Марья
- 1957 — Телеграмма (короткометражный) — Анастасия Семёновна Николаева
- 1958 — Трое вышли из леса — Юлия Павловна Титова
- 1960 — Яша Топорков — Тася
- 1960 — Мичман Панин — жена боцмана Григорьева
- 1960 — Твои друзья — Ирина
- 1960 — Разноцветные камешки — Надежда Борисовна
- 1962 — Остров Ольховый (короткометражный) — Катерина Ивановна
- 1963 — Тишина — Серафима Игнатьевна Быкова
- 1963 — Именем революции — Елизавета Алексеевна
- 1963 — Это случилось в милиции — Зубарева, жена профессора
- 1963 — Секретарь обкома — Софья Павловна, жена Денисова
- 1963 — Фитиль (киножурнал) (сюжет № 15 «Темнота»)
- 1964 — Добро пожаловать, или Посторонним вход воспрещён — докторша
- 1964 — Женитьба Бальзаминова — Акулина Гавриловна, сваха
- 1966 — Заблудший — Пелагея
- 1966 — Дядюшкин сон — Москалёва
- 1968 — Деревенский детектив — Евдокия Мироновна Пронина
- 1971 — Факир на час — Олимпиада Александровна
- 1971 — Ехали в трамвае Ильф и Петров — дрессировщица и художественный руководитель цирка
- 1972 — Последний форт — Берта
- 1973 — Жизнь на грешной земле — Настя
- 1973 — Дача — Анна Петрова
- 1973 — Анискин и Фантомас — Евдокия Мироновна Пронина
- 1974 — Если это не любовь, то что же? (короткометражный) — мать Маши
- 1977 — Возвращение сына — Евдокия
- 1977 — Рудин — Дарья Михайловна Ласунская
- 1977 — И снова Анискин — Евдокия Мироновна Пронина
- 1979 — Пена — Раса Дмитриевна, супруга Махонина
- 1981 — Карнавал — председатель комиссии
- 1982 — Предчувствие любви — Марья Георгиевна
- 1982 — Путешествие будет приятным — Наталья Васильевна
- 1982 — Красиво жить не запретишь — Людмила Сергеевна Лыхина
- 1983 — Спокойствие отменяется — тётка Татьяна
- 1986 — Верую в любовь — Варвара Андреевна Луконина
- 1987 — Ссуда на брак — Елена Михайловна
- 1990 — Шапка — Наталья Кныш, поэтесса
- 1995 — Дом — Ниловна
- 1995 — Приют комедиантов — Нелли Евгеньевна
- 1998 — Тоталитарный роман — эпизод
- 2001 — Идеальная пара — Татьяна Казарновская
- 2001 — Наследницы — Ираида Антоновна, мать Иваницкого
- 2005 — Наследницы 2 — Ираида Антоновна, мать Иваницкого (озвучила Ирина Карташёва)

### Телеспектакли
- 1972 — Развод по-нарымски (фильм-спектакль) — Дуся Пронина

## Озвучивание
- 1937 — В старом Чикаго (США) — Белль Фосетт (роль Элис Фэй)
- 1955 — Одни неприятности (Дания) — Русе (роль Биргит Садолин)
- 1956 — Две матери (ГДР) — Мадлен (роль Франсуазы Спира)
- 1957 — Залив страстей (Греция) — Миранда (роль Сони Зайду)
- 1960 — Женщины Востока (Италия) — Нагва (роль Нагвы Фуад)
- 1961 — Заокеанский репортёр (мультфильм) — голос экскурсовода
- 1962 — Под одной крышей — Мари Пыдер (роль Дзидры Ритенберге)
- 1968 — Дикое сердце (Мексика) — роль Сары Гваш

## Участие в фильмах
- 1995 — Екатерина Савинова (из цикла телепрограмм канала «ОРТ» «Чтобы помнили») (документальный)
- 2000 — Нет смерти для меня (документальный)
- 2001 — Олег Жаков (из цикла телепрограмм канала «ОРТ» «Чтобы помнили») (документальный)
- 2005 — Борис Чайковский. Он жил у музыки в плену (документальный)
- 2007 — Любовь Соколова (из документального цикла «Человек в кадре»)
- 2008 — Мария Виноградова (из документального цикла «Человек в кадре»)

## Звания и награды
Государственные награды:
Почётные звания и премии:
- Заслуженная артистка РСФСР (1955)
- Народная артистка РСФСР (1965) — за заслуги в области советского киноискусства[12]
- Народная артистка СССР (1974)
- Сталинская премия третьей степени (1951) — за роль Смайды в кинокартине «У них есть Родина» (1949)

Ордена и медали:
- орден Октябрьской революции (1985)
- орден Трудового Красного Знамени
- Два ордена «Знак Почёта»[13] (в том числе 6 марта 1950)[14]
- орден «За заслуги перед Отечеством» IV степени (7 февраля 1995) — за заслуги перед государством, успехи, достигнутые в труде, науке, культуре, искусстве, большой вклад в укрепление дружбы и сотрудничества между народами[15]
- орден «За заслуги перед Отечеством» III степени (10 февраля 2000) — за большой вклад в развитие отечественного киноискусства[16]
- орден Дружбы (12 февраля 2005) — за большой вклад в развитие отечественной культуры и многолетнюю творческую деятельность[17]
- Медаль «За доблестный труд. В ознаменование 100-летия со дня рождения Владимира Ильича Ленина»
- Медаль «За доблестный труд в Великой Отечественной войне 1941—1945 гг.»
- Медаль «Ветеран труда»
- Медаль «В память 800-летия Москвы»

Другие награды, премии, поощрения и общественное признание:
- Открытый фестиваль кино стран СНГ и Балтии «Киношок» (Премия в номинации «Специальная премия оргкомитета», фильм «Приют комедиантов») (1995, Анапа)
- Премия «Кумир» в номинации «за высокое служение искусству» (1997)[18]
- МКФ «Восток — Запад» (Премия в номинации «За выдающийся вклад в развитие киноискусства») (2000, Баку)
- Фестиваль телевизионного кино «Сполохи» (Специальный приз жюри за актёрский ансамбль, фильм «Наследницы») (2002, Архангельск)

## Память

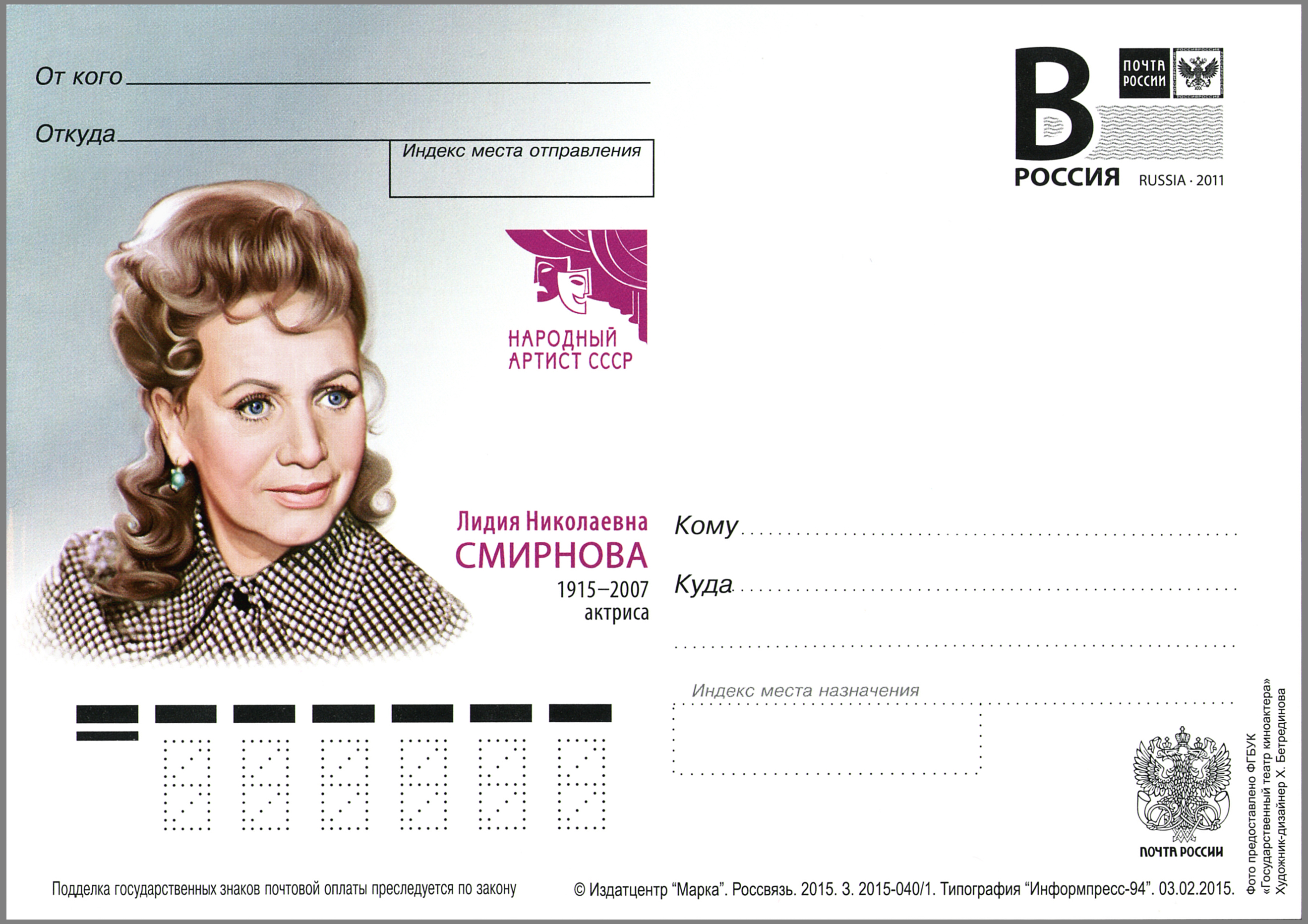
Почтовая карточка, выпущенная к столетию со дня рождения Л. Н. Смирновой. Почта России, 2015 г.,.

- «Лидия Смирнова. „Я родилась в рубашке“» («ТВ Центр», 2005)[19]
- «Лидия Смирнова. „Испытание чувств“» («Культура», 2005)[20]
- «Лидия Смирнова. Легенды мирового кино» («Культура», 2006)[21]
- «Лидия Смирнова. Мой серебряный шар» («Культура», 2007)[22]
- «Лидия Смирнова. „Женщина на все времена“» («Первый канал», 2010)[23]
- «Лидия Смирнова. „Любовь и прочие неприятности“» («Первый канал», 2015)[24]
- «Лидия Смирнова. „Раскрывая тайны звёзд“» («Москва 24», 2016)[25]
- «Лидия Смирнова. „Последний день“» («Звезда», 2021)[26]
- «Лидия Смирнова. „Звёзды советского экрана“» («Москва 24», 2021)[27]
- «Голливуд Страны Советов. „Звезда Лидии Смирновой“» («Культура», 2021)[28]